# Франсоа Фюре
Франсоа Фюре (на френски: François Furet) е френски историк.

## Биография
Роден е на 27 март 1927 година в Париж, Франция, в семейството на банкер. След завършване на лицей, продължава образованието си във Факултета по изкуства и право в Парижкия университет, но през 1950 е принуден да напусне поради заболяване от туберкулоза. Прекарва няколко месеца в санаториум в Алпите и след като се възстановява продължава обучението си. Завършва през 1954 година, след което работи в Националния център за научни изследвания и Висшето училище за социални науки. В младежка възраст е член на Френската комунистическа партия, но след това променя възгледите си. През 60-те години сътрудничи на кръга „Анали“, а след това става известен с критиката на класическия марксистки възглед за Френската революция.
Умира на 12 юли 1997 година във Фижак на 70-годишна възраст.

## Отличия
- Носител на международната награда за политическа литература „Алексис дьо Токвил“
- Голяма награда за историческо изследване „Гобер“ на Френската академия
- Награда за историческо изследване „Шатобриан“ на Съвета на департамент О дьо Сен
- Избран за член на Френската академия през март 1997